# Cuspidaria
Cuspidaria, biljni rod iz porodice katalpovki smješten u tribus Bignonieae. Sastoji se od 13 vrste lijana rasprostranjenih po tropskoj Americi, od Argentine do južnog Meksika na sjeveru.

## Opis
Lijane, grančice cilindrične, sa ili bez interpetiolarnih žljezdanih polja; pseudostipule male ili nedostaju. Listovi jednostavni do 3-listni; završni listić ponekad zamijenjena jednostavnom viticom. Cvat završna metlica, često na kratkoj bočnoj grani. Čaška kupasta, 5-zubasta, zupci ponekad dugi i uočljivi; vjenčić magenta, cjevasto-ljevkast, izvana puberulozan. Prašnici didinamni; prašničke teke savijene u sredini i reflektirane prema naprijed. Ovarij linearno-cilindričan, lepidotan; ovuli 2-4-u nizu u svakoj lokuli. Plod je linearna ili duguljasta čahura, zalisci ą drvenasti ili poddrvenasti, paralelni s pregradom, s vidljivo uzdignutim ą krilastim bočnim rubovima ili s 2 submarginalna grebena, u oba slučaja s vidljivom središnjom brazdom na svakom zalisku. Sjemenke tanke, 2-krilne, krilca hijalinsko opnasta. 

## Vrste
1. Cuspidaria argentea (Wawra) Sandwith
2. Cuspidaria bracteolata (DC.) Kaehler & L. G. Lohmann
3. Cuspidaria cinerea (Bureau ex K. Schum.) L. G. Lohmann
4. Cuspidaria convoluta (Vell.) A. H. Gentry
5. Cuspidaria cordata A. Mattos
6. Cuspidaria cratensis (J. C. Gomes) A. H. Gentry ex L. G. Lohmann
7. Cuspidaria emmonsii A. H. Gentry
8. Cuspidaria floribunda (DC.) A. H. Gentry
9. Cuspidaria inaequalis (DC. ex Splitg.) L. G. Lohmann
10. Cuspidaria lachnaea (Bureau) L. G. Lohmann
11. Cuspidaria lasiantha (Bureau & K. Schum.) L. G. Lohmann
12. Cuspidaria lateriflora (Mart.) A. DC.
13. Cuspidaria monophylla (A. H. Gentry) Kaehler & L. G. Lohmann
14. Cuspidaria multiflora DC.
15. Cuspidaria octoptera A. H. Gentry
16. Cuspidaria pulchella (Cham.) Baill.
17. Cuspidaria pulchra (Cham.) L. G. Lohmann
18. Cuspidaria sceptrum (Cham.) L. G. Lohmann
19. Cuspidaria simplicifolia DC.
20. Cuspidaria subincana A. H. Gentry
21. Cuspidaria weberbaueri (Sprague) A. H. Gentry

## Sinonimi
- Blepharitheca Pichon; Bull. Soc. Bot. France 92: 224 (1945 publ. 1946)
- Cremastus Miers; Proc. Roy. Hort. Soc. London 3: 187 (1863)
- Lochmocydia Mart. ex DC.; Prodr. [A. DC.] 9: 177 (1845)
- Nouletia Endl.; Gen. Pl.: 1407 (1841)
- Piriadacus Pichon; Bull. Soc. Bot. France 92: 225 (1946)
- Saldanhaea Bureau; Baill. Adansonia 8: 1867 (1868) 354. tt. 7, 11, 12
- Setilobus Baill.; Hist. Pl. 10: 29 (1888)
- Tetrastichella Pichon; Bull. Soc. Bot. France 92: 223 (1945 publ. 1946)